# نهر الأوروغواي
نهر الأوروغواي (بالإسبانية: Río Uruguay، وبالبرتغالية: Rio Uruguai) هو أحد أنهار قارة أمريكا الجنوبية. يجري من الشمال إلى الجنوب، ويشكّل أجزاء من حدود البرازيل والأرجنتين والأوروغواي. يبلغ طول النهر 1838 كيلومترًا (1142 ميلًا).

## المنبع
يبدأ نهر الأوروغواي من سلاسل جبال سيرا دو مار في البرازيل، حيث يلتقي نهرا كانواس وبيلوتاس، على ارتفاع مائتي متر فوق مستوى سطح البحر. في هذه المرحلة يمر النهر بالعديد من المناطق الوعرة، وتتخلله العديد من الشلالات والمنحدرات، وتتعذر الملاحة في قطاع النهر الواقع في ولاية ريو غراندي دو سول البرازيلية.

## الجسور
شُيدت على نهر الأوروغواي خمسة جسور بين الدول الواقعة على ضفافه، هي (من الشمال إلى الجنوب): جسر التكامل (بالإسبانية: Puente de la Integración، وبالبرتغالية: Ponte Internacional da Integração) وجسر باسو دي لوس ليبريس (معبر الأحرار) الدولي (بالإسبانية: Puente Internacional Paso de los Libres - Uruguayana، وبالبرتغالية: Ponte Internacional Uruguaiana-Paso de los Libres) وهما بين الأرجنتين والبرازيل، وجسر سالتو غراندي (بالإسبانية: Puente Salto Grande)‏ وجسر الجنرال أرتيغاس (بالإسبانية: Puente General Artigas)‏ وجسر الجنرال المحرِّر سان مارتين (بالإسبانية: Puente Libertador General San Martín)‏، وجميعها بين الأرجنتين والأوروغواي.

## حوض النهر
تبلغ مساحة حوض نهر الأوروغواي 365 ألف كيلومتر مربع (141 ميلًا مربعًا)، ويعد الاستخدام الأهم للنهر هو توليد الكهرباء، ويعترض النهر في قطاعه الأدنى سد سالتو غراندي، وفي البرازيل سد إيتا.